# F4L
F4L (Flash For Linux) är ett open source-program som fungerar som Flash 5 Studio från Macromedia. Det är i dagsläget endast avsett för GNU/Linux.